# Michael Sweetney
Michael Sweetney, né le 25 octobre 1982 à Washington, aux États-Unis, est un joueur américain de basket-ball. Il évolue aux postes d'ailier fort et de pivot.